# Tapseok (métro d'Uijeongbu)
Tapseok (en coréen 탑석역) est une station de la ligne U du métro d'Uijeongbu. Elle est située sur la Chungui-ro, sur le territoire d'Uijeongbu, importante ville de la banlieue nord-ouest de la capitale Séoul, dans la province Gyeonggi en Corée du Sud.
Mise en service en 2012, elle est le terminus est de la ligne jusqu'à l'ouverture du prolongement vers la station nommée Plateforme temporaire de dépôt, en 2021.

## Situation sur le réseau

Plan du réseau (2023).

La station aérienne Tapseok, sur l'unique ligne (ligne U) du métro d'Uijeongbu, de type VAL, est située entre la station Songsan, en direction du terminus ouest Balgok, et la station terminus est Plateforme temporaire de dépôt de véhicules.

## Histoire
La station Tapseok est mise en service le 1er juillet 2012, lors de l'ouverture à l'exploitation des 11,1 km de l'unique ligne, dite ligne U, du métro d'Uijeongbu du type Véhicule automatique léger (VAL), dont elle est le terminus est provisoire,.
Le 30 octobre 2021, la ligne est prolongée vers l'est de 0,8 km avec la création d'une nouvelle station terminus dite Plateforme temporaire de dépôt de véhicules.

## Services aux voyageurs

### Accès et accueil
La station est accessible, sur la voie Chungui-ro, par un escalier et un ascenseur. Ils permettent de rejoindre la plateforme intermédiaire avec toilettes et automates pour l'achat des titres de transport. De cette plateforme, deux escaliers et deux ascenseurs permettent de rejoindre les deux quais de la station équipés de portes palières.

### Desserte
Tapseok est desservie de 5h à 24h, à une fréquence qui varie en fonction des périodes, par les rames automatiques du métro d'Uijeongbu.

### Intermodalité
Des parcs pour les vélos sont installés sous la station. des arrêts de bus à proximité, sont desservis par les lignes 23, 206-5(A) et P9401.